# Luigi Ferrajoli
Luigi Ferrajoli (n. Florencia, Italia, 6 de agosto de 1940) es un jurista italiano, discípulo de Norberto Bobbio; es uno de los principales teóricos del garantismo jurídico, teoría que desarrolló inicialmente en el ámbito del Derecho penal, pero que considera, en general, un paradigma aplicable a la garantía de todos los derechos fundamentales. Ferrajoli se define como un iuspositivista crítico.

## Carrera profesional
Desempeñó como juez y filósofo entre 1990 y 1995; durante este tiempo estuvo vinculado al grupo Magistratura democrática, una asociación judicial de orientación progresista. Desde 1970 fue profesor de Filosofía del derecho y de Teoría general del derecho en la Universidad de Camerino, donde además fue decano de la Facoltà di Giurisprudenza (Facultad de Jurisprudencia) y, desde 2003, en la Universidad de Roma III.

## Obra de Luigi Ferrajoli
Una de sus primeras obras, escrita junto con Danilo Zolo, fue Democracia autoritaria y capitalismo duro, publicada en 1978. Otros libros suyos son Derechos y garantías, la ley del más débil; Los fundamentos de los derechos fundamentales; Razones jurídicas del pacifismo y Garantismo, una discusión sobre derechos y democracia. Su obra más famosa, no obstante, es Derecho y razón, teoría del garantismo penal, editado en español en 1995.
A finales de 2007 publicó lo que él mismo denomina la obra de una vida, esta obra lleva por título Principia iuris: teoria del diritto e della democrazia, Editori Laterza. En esta obra de casi tres mil páginas el filósofo del derecho realiza una teoría axiomatizada del derecho. La obra, editada en español por la editorial Trotta de Madrid en 2011, consta de tres volúmenes: 1. Teoría del derecho. 2. Teoría de la democracia. 3. Sintaxis del derecho. 

### Constitución de la Tierra
En febrero de 2020 Ferrajoli abogó por una Constitución de la Tierra ya que las instituciones nacionales no pueden ni saben dar respuesta a los problemas globales que se plantean en el mundo actual y que superan y desbordan las fronteras de los estados. Se necesitan instituciones globales que puedan dar respuesta. En este sentido considera que la Unión Europea es positiva estratégicamente pero ha demostrado que no sabe dar respuestas adecuadas a los problemas actuales. Entre las propuestas posibles que deberían garantizarse para la población mundial están:

...un demanio (dominio público) planetario para la tutela de bienes comunes como el agua, el aire, los grandes glaciares y las grandes forestas; la prohibición de las armas convencionales a cuya difusión se deben, cada año, centenares de miles de homicidios y, más aún, de las armas nucleares; el monopolio de la fuerza militar en manos de la ONU; un fisco global capaz de financiar los derechos sociales a la educación, la salud y la alimentación básica, proclamados en tantas cartas internacionales. Parecen hipótesis utópicas. En cambio, son las únicas respuestas racionales y realistas a los grandes desafíos de los que depende el futuro de la humanidad.

## Publicaciones de Ferrajoli
Las obras de Ferrajoli, muchas de ellas traducidas al español por el exmagistrado del Tribunal Supremo de España Perfecto Andrés Ibáñez, son las siguientes:
- 1995: Derecho y razón. Teoría del garantismo penal. Madrid-España: Editorial Trotta.
- 1999: Derechos y garantías. La ley del más débil.. Madrid-España: Editorial Trotta
- 2004: Epistemología y Garantismo, UNAM, México.
- 2006: Garantismo penal, UNAM, México.
- 2007: Principia iuris. Teoria del diritto e della democrazia.1 Teoria del diritto. Roma-Bari: Editori Laterza.
- 2007: Principia iuris. Teoria del diritto e della democrazia.2 Teoria della democrazia. Roma-Bari: Editori Laterza.
- 2007: Principia iuris. Teoria del diritto e della democrazia.3 La sintassi del diritto. Roma-Bari: Editori Laterza
- 2008: La teoría del derecho en el sistema de los saberes jurídicos. En: Ferrajoli, L., Atienza, M., Moreso, J., La teoría del derecho en el paradigma constitucional. Madrid-España: Fundación Coloquio Jurídico Europeo.
- 2008: Democracia y garantismo. Madrid-España: Editorial Trotta.
- 2012: Doce cuestiones en torno principia iuris. Eunomía. Revista en Cultura de la Legalidad N.º 1, septiembre de 2011 – febrero de 2012.
- 2017: Costituzionalismo oltre lo Stato. En España: Constitucionalismo más allá del Estado (edit. Trotta, 2018).
- 2019: Manifiesto por la igualdad. (editorial Trotta)[8]
- 2022: Por una Constitución de la Tierra. La Humanidad en la Encrucijada. Madrid, España. Editorial Trotta. (Per una Constituzione della Terra. L'umanità al bivio).